# Zrinyi (Schiff, 1911)
SMS Zrínyi war ein Schlachtschiff der Radetzky-Klasse der k.u.k. Kriegsmarine. Sie verfügte neben der Hauptartillerie von vier 30,5-cm-Geschützen über acht Geschütze mit einem Zwischenkaliber von 24 cm. Als erstes Schiff der Radetzky-Klasse konnte sie auch mit Öl befeuert werden. Benannt wurde sie nach dem kroatisch-ungarischen Geschlecht Zrinyi.

## Geschichte
Die Zrínyi wurde am 15. November 1908 bei Stabilimento Tecnico Triestino in Triest auf Kiel gelegt. Der Stapellauf erfolgte am 12. April 1910. Taufpatin war Marie Valerie von Österreich. Die Werftübergabe war am 15. Juli 1911 und die Indienststellung am 22. November 1911. Die Baukosten beliefen sich auf 38 Millionen Kronen. Das Schiff war der 2. Schlachtschiffdivisison zugeordnet und der Heimathafen war Pula.
In den Balkan-Kriegen 1913 blockierte die Zrínyi im Rahmen einer Flottenintervention mehrerer europäischer Staaten die Küste von Montenegro und die Mündung des Bojana, um serbische Truppen an der Einnahme von Skutari zu hindern.
Nach Kriegseintritt Italiens in den Ersten Weltkrieg im Jahr 1915 beschoss sie die italienische und die montenegrinische Küste. U.a. wurden Transporteinrichtungen in Ancona und Senigallia zerstört, um den Anmarsch italienischer Truppen in die Alpen zu verzögern. Beim Angriff auf Senigallia wurde sie von dem Militärluftschiff Città di Ferrara bombardiert. Sie konnte jedoch den Attacken ausweichen. Den Rest des Krieges verbrachte das Schiff überwiegend im Hafen von Pula.
Nach Ende des Krieges übergab die österreichisch-ungarische Marine das Schiff ebenso wie das Schwesterschiff Radetzky an den neugeschaffenen Staat der Slowenen, Kroaten und Serben, um eine Auslieferung an Italien zu verhindern. Italien besetzte jedoch Pula und hisste am 9. November 1918 auf der Zrinyi die italienische Flagge. Auf Betreiben der Vereinigten Staaten wurde das Schlachtschiff zunächst nach Split verlegt.
Der kroatische Korvettenkapitän Marian Polic überführte die Zrinyi. Offensichtlich ließ er die kroatische Flagge hissen. Als sich jedoch eine italienische Flotte näherte, tauschte man sie gegen die amerikanische Flagge. Am 22. November 1918 wurde das Schlachtschiff in gutem Zustand als USS Zrinyi in Spalato unter Lieutenant E. E. Hazlett in Dienst gestellt. Am 31. Mai 1920 wurde das Schiff endgültig Italien als Kriegsbeute zugesprochen. Um zu vermeiden, dass die italienische Marine in Jugoslawien das Schiff in Empfang nehmen musste, wurde am 7. November 1920 die USS Zrinyi von der USS Chattanooga außerhalb der Drei-Meilen-Zone geschleppt und übergeben. Es wurde nach Venedig gebracht, wo es 1921 abgewrackt wurde.